# Hans Eschelbach
Hans Eschelbach (* 16. Februar 1868 in Bonn; † 14. März 1948 in Innsbruck) war ein deutscher Schriftsteller.

## Leben
Hans Eschelbach war der Sohn eines Schreiners. Er besuchte das Lehrerseminar in Brühl und war zunächst als Lehrer in Merten bei Bonn und von 1892 bis 1906 in Köln tätig. Anschließend lebte er als freier Schriftsteller und Rezitator in Bonn. Eschelbach unternahm zahlreiche Reisen in Europa und in den Nahen Osten.
Hans Eschelbachs Werk umfasst Romane, Erzählungen, Lyrik und Dramen. Zu Lebzeiten des Autors genossen vor allem seine erzählenden Werke aus dem Schulleben und der biblischen Geschichte große Popularität; zahlreiche seiner Gedichte wurden vertont.
Er gehörte zum Kreis der Autoren und Schriftsteller, die im Auftrag des Kölner Schokoladeproduzenten Ludwig Stollwerck an der literarischen Gestaltung der Stollwerck-Sammelbilder und Sammelalben mitarbeiteten. Weitere Autoren waren die Dichterin Theresa Gröhe geb. Pauli-Greiffenberg, alias „T.Resa“, der Zoologe Prof. Paul Matschie, der Journalist Julius Rodenberg, der Schriftsteller Joseph von Lauff, der Lyriker Carl Hermann Busse, der Romancier Gustav Falke, die Dichterin Anna Ritter u. v. a. m.
In zweiter Ehe mit Tony Eyck (1885–1965) verheiratet, hatten die beiden eine Tochter, die Schauspielerin Toni van Eyck. Von den Nationalsozialisten wegen seines tiefkatholischen Werkes abgelehnt, übersiedelten sie nach Fraxern in Vorarlberg. Am 14. März 1948 starb Eschelbach 80-jährig in der Klinik Innsbruck. Das Ehepaar ist in Götzis beerdigt.

## Nachruhm

### Forum Eschelbach
In Fraxern (Vorarlberg) wurde 2018 das „Forum Eschelbach“ gegründet und 2019 als Verein eingetragen. Das vorrangige Ziel des Vereins ist es, das Lebenswerk des Schriftstellers aufzuarbeiten, zu pflegen und die Neuauflage seiner insgesamt rund 50 Bücher voranzutreiben.

### Hans-Eschelbach-Pfad
Der vom „Forum Eschelbach“ initiierte 4300 Meter lange Gedächtnispfad zu Ehren des Schriftstellers, wird mit öffentlichen Mitteln und privaten Sponsoren stetig weiterentwickelt. Er führt von der österreichischen Marktgemeinde Götzis zur Gemeinde Fraxern.

### Dramatische Bearbeitung des Lebens
Ein Theaterstück Hans Eschelbach – Worte und Werte. Tue deinen Mund auf für die Unmündigen wurde am 10. November 2018 von und mit Friederike Pöhlmann-Grießinger und Roland Eugen Beiküfner in Fraxern uraufgeführt. Das Stück behandelt in drei Akten das Leben und Werk Eschelbachs. Die Handlung des Stückes: Ein Historiker und eine Deutsch- und Religionslehrerin treffen sich, um für den neu ausgeschriebenen „Veritas Literaturpreis“ einen würdigen Preisträger zu finden. Nach kurzer Diskussion entscheiden sich die beiden für Eschelbach. Ein Schauspieler wird eingeladen, Texte von  Eschelbach vorzutragen. Im letzten Akt des Stückes wird der Literaturpreis posthum Eschelbach verliehen.

## Werke
- Drei dramatische Bibelscenen, Bonn 1889
- Veritas!, Paderborn 1891
- Wildwuchs, Leipzig 1893
- Modern!, Köln a. Rh. 1895
- Naturbilder aus allen Zonen, Münster i.W. 1895 (Digitalisat)
- Der Wald und seine Bewohner, Münster i.W. 1895
- Antiochus, Kempten 1896
- Lebende Bilder zu religiösen Festen, Paderborn 1896
- Über die poetischen Bearbeitungen der Sage vom ewigen Juden, Baden-Baden 1896
- Sommersänge, Paderborn 1900
- Der Niedergang des Volksgesanges, Neuwied [u. a.] 1901
- Rettet das Volkslied!, Berlin 1901
- Erzählungen, München 1902
- Die beiden Merks, Berlin 1903
- Dornröschen, Berlin [u. a.] 1903
- Im Moor, Berlin [u. a.] 1903
- Liebe erlöst, Berlin [u. a.] 1904
- Professor Berger, Paderborn 1904
- Der Wasserkopf, Berlin [u. a.] 1904
- Die Armen und Elenden, Paderborn 1905
- In die Kaserne mit der Frau!, Berlin [u. a.] 1905
- Der Volksverächter, Berlin [u. a.] 1906
- Das Tier, Berlin [u. a.] 1908
- Der Abtrünnige, Ravensburg 1909
- Neue Gelegenheitsgedichte, Cöln 1909
- Maria Rex, Cöln [u. a.] 1910
- Ihm nach!, Bonn 1911
- Lebenslieder, Bonn 1911
- Frühlingsstürme, Neumarkt Opf. 1913
- Dichterfahrten zu unsern Feldgrauen, Regensburg 1916
- Sonnensehnsucht, Bonn 1918
- Die Lumpenlies. Der Kauert, Reutlingen 1919
- Trotz Tod und Teufel!, Bonn 1921
- Vineta, Bonn 1926
- Michel Michels, Bonn 1931
- Der Götterfeind, Bonn 1933
- Der Satansknochen, Bonn 1934
- Der fortschreitende Satansknochen, Bonn 1934
- Der unbekannte Gott, Bonn 1936
- Auf Abbruch, Bonn 1938
- Sturmflut, Bonn 1938
- Hexenkampf, Bonn 1939
- Der Goldkoch, Bonn 1940
- Der Dämon des Unsterblichen, Götzis [u. a.]
  - 1 (1950)
  - 2 (1951)

## Herausgeberschaft
- Leichte Vorträge in Poesie und Prosa, Paderborn
  - 1 (1896)
  - 2 (1898)
- Wilhelm Kayser: Der Festtagsfreund, Paderborn 1898
- Gelegenheitsgedichte, Kempten 1899
- Clemens Brentano: Das Märchen von Gockel, Hinkel und Gackeleia, Hamm i.W. 1901